# Lac Resolution
Lac Resolution är en sjö i Kanada.   Den ligger i regionen Nord-du-Québec i provinsen Québec, i den östra delen av landet, 1 400 km nordost om huvudstaden Ottawa. Lac Resolution ligger 448 meter över havet. Arean är 58 kvadratkilometer.
Trakten runt Lac Resolution är nära nog obefolkad, med mindre än två invånare per kvadratkilometer.